# Gabriel Andronache
Gabriel Andronache (n. 22 septembrie 1974, Brașov, România) este un deputat român, ales în 2008 și 2012 din partea Partidului Democrat Liberal.